# Valannisz
Valannisz feltehetően hurri származású hettita királyné, férje valószínűleg I. Muvatallisz hettita király. Származása bizonytalan, gyermekei is csak közvetve kapcsolhatók a nevéhez. Köztük lehet Muvavalvisz, Szeha későbbi királya, Muvasz, aki Muvatallisz testőrparancsnoka lett, és Tudhalijasz, a későbbi uralkodó is.
Neve két formában fordul elő. Teljesen olvasható a KUB 11.8-ban fwa-al-la-an-ni (abs), valamint a KUB 25.14-ben és a KBo 2.15-ben fwa-la-an-ni (abs). Mindkét változat előfordul töredékekben is. Egy kanisi dokumentumban wa-lá-ni-i. Hypocoristikus formája wal(l)a, amely később korai görög szövegekben is felismerhető Ουαλα(ς) alakban.